# Onitis cryptodus
Onitis cryptodus là một loài bọ cánh cứng trong họ Bọ hung (Scarabaeidae).